# Station Rotterdam Wilgenplas
Station Rotterdam Wilgenplas is een voormalig spoorwegstation aan de Hofpleinlijn en halte van RandstadRail/metrolijn E in de Rotterdamse wijk Schiebroek, en is in 2010 vervangen door metrostation Meijersplein.

## Spoorwegstation
De halte Wilgenplas werd geopend op 8 mei 1932. Ze verving de halte Adrianalaan die iets noordelijker was gelegen. Veel passagiers aan de halte Adrianalaan bezochten het zwembad in de Wilgenplas die was ontstaan door zandafgraving ten behoeve van de aanleg van de Hofpleinlijn. In 1965 werd een modern stationsgebouw geopend. Station Rotterdam Wilgenplas werd 3 juni 2006 gesloten in het kader van de omvorming van de spoorlijn tot metrolijn.

## Metrostation
Op 10 september 2006 werd het station heropend. Het voorvoegsel Rotterdam verdween; de halte heette vanaf dat moment Wilgenplas. Het station werd bediend door lijn E van de Rotterdamse metro. In 2010 werd het station definitief gesloten en vervangen door metrostation Meijersplein. Na de sluiting werden de perrons opgebroken. De opgang naar het perron richting Den Haag bleef echter grotendeels in stand omdat in het voormalige stationsgebouwtje een computerunit staat.
0: Rotterdam Hofplein ·
1: Rotterdam Bergweg ·
3: Rotterdam Kleiweg (eerder: Schiebroek) ·
4: Rotterdam Wilgenplas ·
5: Berkel en Rodenrijs (eerder: Rodenrijs) ·
6: Berkel ·
8: Pijnacker ·
11: Nootdorp Oost ·
15: Veenweg ·
17: Leidschendam-Voorburg ·
19: Voorburg 't Loo ·
20: Den Haag Laan van NOI ·
22: Den Haag HS ·
22: Den Haag Centraal
Traject naar Scheveningen: 
23: Wassenaar ·
24: Renbaan-Achterweg ·
26: Waalsdorpscheweg ·
27: Wittebrug-Pompstation ·
28: Scheveningen